# Luces de terremoto
Las luces de terremoto (EQL, del inglés Earth Quake Light) corresponden a un inusual fenómeno aéreo luminoso, similar en apariencia a una aurora boreal, que aparece en el cielo por encima o cerca de áreas donde hay estrés tectónico, actividad sísmica o erupciones volcánicas. Son especialmente visibles en la noche. Aunque existen varias hipótesis que tratan de explicar este fenómeno, entre ellas la triboluminiscencia y la teoría de Friedemann Freund, aún no hay una interpretación totalmente convincente que explique este fenómeno.

## Apariencia
Las luces son más evidentes durante un terremoto, aunque existen reportes de luces que aparecieron después o incluso antes, como las que se registraron en muchas localidades españolas en horas previas al gran terremoto de 1755, terremoto de Tangshan de 1976. Generalmente tienen formas similares a las de una aurora y son de tonalidades entre blanco y azul, pero ocasionalmente se han reportado con un mayor espectro de color. La luminosidad suele ser visible durante varios segundos, pero ha habido casos en los que duran decenas de minutos como durante el gran terremoto de México de 7 de septiembre de 2017 así como en el Terremoto de México de 2021 en la misma fecha del año 2021, en el terremoto de L'Aquila en Italia en 2009, en Honduras en 2009, en el terremoto del centro-sur de Chile en 2010, en el terremoto de Ecuador de 2016 y en el terremoto de Japón de 2011, también científicos peruanos estudiaron este fenómeno durante el terremoto de 2007.
También ha habido casos en los que las ondas electromagnéticas causadas por un terremoto interfirieron con las transmisiones de ondas de radio, como durante el terremoto de Valdivia de 1960

## Hipótesis propuestas

Modelo simplificado de propagación de huecos en una zona de tectónica orogénica de interacción de placas, en un entorno de zona de subducción (es decir, de tipo andino). La escala vertical (relieve topográfico) es exagerada para mayor claridad. +, agujeros positivos; e ', electrones.

Según investigadores de la Universidad Rutgers de los Estados Unidos, estos destellos lumínicos se producen debido a que los deslizamientos del suelo cerca de las fallas geológicas de la Tierra podrían generar una carga eléctrica.
Si bien las rocas son aislantes, se ha demostrado en experimentos de laboratorio que éstas son buenas conductoras de electricidad en su superficie. Este fenómeno fue descubierto por el físico mineralogista Friedemann Freund. Él se dio cuenta de que los granos minerales en las rocas están llenos de imperfecciones, pues presentan átomos de oxígeno en estados imperfectamente ionizados, con lo cual se formaron los llamados huecos de electrón, los cuales llevan una carga similar a la de un electrón, pero opuesta, es decir, no negativa, sino positiva.
En pruebas de laboratorio se comprobó que en las rocas al aire libre, los huecos-p tienden a moverse y a fijarse en la superficie de éstas, con lo que se genera conductividad. Ante la presencia de un esfuerzo, los huecos de electrón se activan y pueden moverse a través de algunos tipos de rocas (ígneas y metamórficas).
Durante un terremoto, se puede liberar en la corteza una nube de hoyos-p, debido al esfuerzo sísmico, los cuales ascienden a través de las rocas y se manifiestan surgiendo de la tierra como plasma en estado sólido, cuyos efectos incluyen luces de terremoto, emisiones infrarrojas detectadas del espacio, ruido de ondas de radio, perturbaciones en la alta atmósfera, e incluso un comportamiento extraño en los animales.

### Críticas
Según el escritor escéptico y divulgador científico Brian Dunning, los investigadores deberían preocuparse por el hecho de que al año 2016 "no hay observaciones confirmadas bien
documentadas". Dunning dice que esto es sintomático de la falta de
acuerdo en cuanto a qué cuenta como luz de terremoto, cuándo ocurren y dónde. Le preocupa que los supuestos avistamientos de luces de terremoto tengan orígenes diversos; algunos ficticios, y que por lo tanto no tenga sentido hablar del fenómeno como si ya estuviera confirmado. Sin embargo el material videográfico relacionado con las
luces de terremoto sigue creciendo. Además señala que:
"hay un volumen asombroso de literatura en la materia... y los estudios no se ponen de acuerdo en prácticamente nada... forzándome a cuestionarme cuántos de estos investigadores están familiarizados con el imperativo categórico de Ray Hyman: 'No intentes explicar algo hasta que estés seguro de que hay algo que necesite ser explicado'".
De igual manera Robert Sheaffer dice estar sorprendido por la cantidad de escépticos y bloggers de ciencia que han aceptado las luces de terremoto como un fenómeno real. Sheaffer ha comparado ejemplos denominados de luces de terremoto con fotografías de nubes iridiscentes, y dice que son indistinguibles.
A esto añade: "Es verdaderamente increíble cuán mutables son las luces de terremoto. A veces lucen como pequeños globos, subiendo una montaña. A veces lucen como destellos de relámpago. Otras veces son exactamente como las nubes iridiscentes. Las luces de terremoto se pueden parecer a lo que sea, siempre y cuando estés ávido por encontrarlas."
Sharon Hill ha dicho que no hay consenso científico
en tema de luces de terremoto, y que no se ha realizado suficiente
investigación. La escritora señala que no todos los terremotos son iguales y por lo tanto es posible que fallas geológicas de extensión y compresión produzcan "comportamientos distintos sobre la superficie así como bajo el suelo". Le parece comprensible que haya escépticos, "dada la falta de confiabilidad, reproducibilidad y explicaciones adecuadas." Otra posibilidad es que:
"los terremotos más fuertes rompan cableado eléctrico y causen explosiones en los transformadores, provocando los destellos"

## Historia
Se pueden encontrar registros de terremotos acompañados por luces desde el año 373 a. C en escritos de la Grecia antigua, donde "inmensas columnas de fuego" predijeron el terremoto que destruyó las ciudades de Hélice y de Bura.

### Antes de nuestra era (a.C.)
Antiguo Egipto

Helmut Tributsch, citando a H. Bonnet, menciona que tal vez la primera referencia a las luces sísmicas es la siguiente que proviene del Antiguo Egipto:
“Abriendo grietas en el monte y produciendo lluvia y luces, un terremoto acompañó el renacimiento del rey”.
Acaya - Grecia 373 a. C.
Una de las primeras descripciones del fenómeno fue dada por el estoico Publius Cornelius Tacitus (Tacito), quien en su Annalium describió que en el terremoto de la región de Acaya, en 373 a. C. fueron vistas unas luces. Cita el terremoto del 17 d. C. que destruyó 13 ciudades del Asia Menor, bajo el consulado de Cecilio y Pomponio. Se vieron flamas inmensas al momento del terremoto.
Grecia 244 a. C.
También menciona unos Clipei Ardentes o escudos llameantes que se vieron en el cielo nocturno durante el terremoto general que derribó el enorme Coloso de Rodas, una de las siete maravillas del mundo antiguo, en el año 224 a. C.
Módena - Roma 89 a. C.
Plinio el Viejo (23 a 79 d. C.), historiador romano, escribió en su Naturae Historiarum, sobre un evento luminoso durante el terremoto de Módena, en el 89 a. C.:
“Como se puede leer en los libros sagrados de los etruscos, hace tiempo, bajo el consulado de Marcio y Sexto Julio, durante un terremoto en la zona modense, se verificó un avistamiento muy singular. En efecto, dos montañas se confrontaron, descuartizándose y retrocediendo con gran fragor, mientras a plena luz del día, a la vista de muchos caballeros romanos, de sus sirvientes y de otros viandantes que se encontraban sobre la vía Emilia, en medio de ese lugar se vieron en el cielo flamas y humo. Lo que quedaba a su paso fue destruido: todas las casas y murieron muchos animales que ahí se encontraban”.
Sin embargo, a inicios del siglo XX aún se les consideraba un mito, hasta que se tomaron fotografías de estas luces en Japón en la década de 1960. Dicho fenómeno también pudo observarse y filmarse con teléfonos celulares, con cámaras de vídeo y con cámaras de seguridad de calles y edificios de diferentes ciudades durante el terremoto ocurrido en Perú el 15 de agosto del 2007, de 8,0 grados en la escala de Richter. Durante el terremoto ocurrido en Chile, el 27 de febrero del 2010, este fenómeno pudo observarse, por varios segundos en la madrugada, cuando se produjo el evento, de 8,8 grados en la escala de Richter. Lo mismo que en el sismo ocurrido a la medianoche entre el 15 y el 16 de junio del 2013 y el 7 de septiembre de 2017 en la Ciudad de México, donde el fenómeno se pudo observar en diversas zonas de la ciudad.

### SigloXIIIalXX[6]
Japón 1257
Las crónicas japonesas describen efectos luminosos durante los terremotos. En el año 869 d. C. en Mutu, al Norte del Japón, durante un terremoto se vio recorrer el cielo una luz de intensidad fluctuante. En el terremoto de Kamamura del 1257 se observaron flamas azules, que emergían de las fisuras abiertas en el terreno y luego se arrastraban por el suelo. Se mencionan objetos luminosos voladores en el terremoto de Edo (Tokio), durante el invierno de 1672. Se vio volar una bola de fuego, parecida a una linterna de papel, en el cielo, hacia el Este. En el sismo de Tosa del 1689 se vieron numerosas bolas de fuego, en forma de ruedas, volando en todas direcciones.
Bolonia -Italia 1399
En una crónica de Antonio Ghiselli se dice que la noche del 20 al 21 de julio de 1399, Bolonia fue presa de un terremoto que produjo grandes daños. En ese mismo momento se vio “una trabe de luz ardiente”.
Ferrara - Italia 1570
En Ferrara, las noches del 16 y 18 de noviembre de 1570 se registraron varios sismos. El segundo fue muy intenso. Se mencionan ruidos subterráneos y globos en el cielo, elevación de las aguas del Po, y emisión de un humo denso.
Perú 1600

Más enigmático fue lo ocurrido la segunda mitad de febrero del 1600 en Arequipa, Perú. En palabras de Ignazio Galli:
“El 18 de febrero de 1600 comenzó una violenta erupción del volcán Hayna-Putina, a 70 kilómetros de Arequipa. Un día después, el padre Martino Del Río se enteró por una carta de los misioneros que presenciaron el hecho, que se vieron muchos globos de fuego en torno a la ciudad, uno de los cuales, muy grande, saltó de la iglesia del monasterio y se fue por su calle, en donde desapareció esparciendo una luz similar a aquella del candil de la entrada, mientras un fuerte temblor abatió muchas casas”.
Sicilia - Italia 1692
La tarde del 11 de febrero de 1692, los campesinos que vivían a las afueras de Alari, Sicilia, creyeron que la villa se había incendiado. Todas las casas parecían envueltas en llamas. El fenómeno duró poco más de un cuarto de hora. Los campesinos que se acercaron a auxiliar, encontraron que todo era una especie de ilusión. Horas después ocurrió el terremoto. Tres meses después, el 15 de mayo, dos horas antes de la puesta del sol, la atmósfera se aclaró de manera extraordinaria, y luego el cielo pareció estallar en llamas, sin relámpagos ni truenos. En Siracusa aparecieron dos arcos de colores extremadamente brillantes, y un tercero con sus extremidades invertidas, sin que en el cielo existiera ni una sola nube.
Jamaica 1692
El 17 de junio de 1692, le tocó el turno a Jamaica. Se escucharon estruendos pavorosos en Port Royal y se vieron luces de formas indefinidas.
Londres - Inglaterra 1749
El terremoto de Londres, en 1749, también exhibió fuertes síntomas de una acción eléctrica. El Dr. Stephen Hales escuchó fuertes ruidos que terminaban en explosiones, que fueron atribuidas al escape del fluido de la torre de la iglesia de St. Martin’s-in-the-Fields. Casi un siglo después, en 1842, el cielo de Cowrie, Perthshire se iluminó de tal manera, antes de la madrugada, que los pájaros de los árboles eran fáciles de distinguir.
Lisboa - Portugal 1755
El 1 de noviembre de 1755 la ciudad de Lisboa casi desapareció del mapa a consecuencia de los temblores y maremotos que la azotaron. Murieron miles de personas. El fenómeno atrajo la atención de estudiosos de la talla de Emmanuel Kant (1724-1804), quien con el tiempo publicaría sus resultados en donde menciona que, mientras Lisboa era arrasada, el agua de los manantiales, lagos y ríos de lugares a gran distancia de la ciudad portuguesa (Suiza, Suecia, Noruega) fueron sacudidas de una forma más intensa que la que produce una tempestad, a pesar de que el día era calmo y tranquilo. El agua del lago de Neuchâtel y la del Meiningen rebasaron sus niveles naturales. En Gemenos, Provenza, el agua de un manantial se transformó en lodo y luego se tiñó de rojo.
Irlanda

Kant también encontró reportes de fenómenos luminosos que se observaron poco antes del terremoto. En Taum, Irlanda, apareció un fenómeno luminoso, de forma de bandera, sobre el mar, del cual se propagó una luz deslumbrante, seguida de un movimiento sísmico. Kant escribió:
“No puedo dejar de mencionar el hecho de que en aquel tremendo Día de Todos los Santos, en Augsburgo, se dejó caer la calamidad y las agujas magnéticas se agitaron desordenadamente. Ya Boyle se refirió a que en, Nápoles, después de un terremoto, se verificó un hecho análogo. Conocemos poco de la naturaleza oculta del magnetismo para poder explicar el origen de tal fenómeno”.
Kioto - Japón 1830

Se dijo que durante la noche que precedió al terremoto de Kioto, en agosto de 1830, se vio un fenómeno luminoso en todo el cielo; a veces, la iluminación que se emitía hacia el suelo era comparable en brillo al de un día soleado. Uno de los reportes del Sismo de Shinano de 1847 dice:
“Bajo el cielo oscuro, apareció una nube ardiente en dirección del monte Izuna. Se le vio hacer giros y luego desaparecer. Inmediatamente después se escuchó un tremendo fragor, seguido por varios temblores”.
Andalucía - España 1884

Exactamente a las 21:10 del 25 de diciembre de 1884 un terremoto azotó Andalucía Oriental, en España. En Rubite y Vélez de Benaudalla se vieron “auroras boreales”. En Granada el cielo se tiñó de rojo y duró así durante mucho tiempo. En Nigüelas, al mismo tiempo del terremoto, se vieron luces rojas en el campanario y en la alcaldía. En Murchas, Periana y Zafarraya se vieron nubes luminosas que, incluso, se dividieron dirigiéndose al este y al oeste, siguiendo la propagación del terremoto. En el terreno se formaron fracturas de las que salieron columnas de fuego, luces fosforescentes y pequeñas bolas de fuego. La comisión que se instauró para investigar el fenómeno publicó un estudio titulado: Terremotos de Andalucía. Informe de la Comisión nombrada para su estudio. Madrid 1885”, en la que se puede leer:
“Respecto a la aparición de flamas o fuegos fatuos, que son cosa frecuente en los grandes terremotos, las ruedas luminosas, las columnas de gas y vapor, la iluminación del espacio, no ya como globos, sino como auroras boreales o luces fosforescentes, tienen una explicación sencilla cuando se acepta la teoría geodinámica, fundada principalmente en el vapor de agua. Esto es, en efecto, si el agua sale a la presión suficiente por las fisuras, puede dar origen a una manifestación eléctrica, como se obtiene artificialmente en el laboratorio de física con la máquina de Armstrong… Respecto a los otros fenómenos, debidos a la electricidad atmosférica, se comprende bien que, si ésta se acumula, puede presentar todos o casi todos: por esta razón, no sólo se vieron luces eléctricas, de las cuales ya habíamos hablado a propósito del gas comprimido, además se observaron auroras boreales en Rubite y Vélez de Benaudalla. Y para que no quedara ningún vacío en este cuadro de fenómenos, en Orgiva se observó la aparición de un bólido o globo de fuego: este es el único fenómeno que no se explica con la teoría del vapor de agua o de gas, que circulando por la tierra producen una gran presión, cerca de su ‘salida’”.
Inglaterra 1885

La tarde del 23 de julio de 1885, a las ocho en punto, J. B. A. Watt se dirigía a su casa en Midlothian, Inglaterra, cuando a unos 10 metros de él, sobre la calle apareció, repentinamente un objeto luminoso que se dirigió hacia él haciendo movimientos sinuosos, a una velocidad de aproximadamente 50 kilómetros por hora. En cierto momento el objeto pareció envolver a Watt y sus acompañantes.
“Mi mano izquierda experimentó la misma sensación que si hubiera recibido una descarga eléctrica de una batería galvánica. Tres minutos después escuchamos un tronido, pero, aunque esperamos algún tiempo, no vimos ningún relámpago”.
Uno de sus acompañantes, el jardinero, describió así lo que vio:
“Pensé que era una nube de polvo centellando sobre la avenida, y antes de que pudiera pensar en cómo era posible que eso ocurriera si no había trazas de viento, vi que el fenómeno cubrió a mis tres acompañantes dentro de una luz brillante”.
Otro de los testigos dijo que vio lo que parecía ser una nube luminosa corriendo por la avenida en un movimiento ondulante. Cuando alcanzó a los testigos, rozando el suelo, atravesó el cuerpo de dos de ellos y emitió una especie de destello en sus hombros. Todo ocurrió en dos o tres segundos. El día había sido muy caluroso y había alcanzado los 27 °C a la sombra. Posteriormente el jardinero proporcionó otros datos. La nube, inicialmente, parecía tener una altura de 1.20 metros, y conforme se iba acercando a los testigos, fue creciendo.
Valparaíso- Chile, 1906
El naturalista De Montessus De Ballore menciona luces vistas en el cielo durante el terremoto de Valparaíso el 16 de agosto de 1906.
Kanto - Japón 1923
En el terremoto de Kanto del 1 de septiembre de 1923, un miembro del equipo del Observatorio Central Meteorológico vio una especie de bola de fuego estacionada en el cielo. Varios de estos reportes provienen de los anales del Dai Nihon Jishin Shiryo (Comité Imperial para la Investigación de los Terremotos), que fue publicado por vez primera en 1904. De estos testimonios Kinkiti Musya (Instituto de Investigación de los Terremotos de la Universidad de Tokio) extrapoló que todos los temblores estaban asociados a fenómenos luminosos, aunque en ocasiones no se les reportara debido a la ausencia de testigos. Torahiko Terada (1878-1935), de la misma Universidad, facultad y grupo de investigación, comparó la casuística nipona con la del resto del mundo, concluyendo que en cualquier parte del mundo, durante los terremotos, se manifiestan fenómenos luminosos. Terada afirmó que ese era un fenómeno recurrente.
Chipre 1941
En la parte central de Chipre se vio un enorme y brillante destello, la mañana del 20 de enero de 1941. Nicosia Hodja, quien estaba en un minarete en su rezo matutino, pudo observar el fenómeno. Dijo que primero escucho un gran ruido y creyó que se trataba del impacto de un proyectil y que, incluso, le hizo pensar en la posible caída del minarete. Posteriormente vio un relámpago globular de color rojo, moviéndose lentamente hacia el Este. El ruido desapareció lentamente.
Managua - Nicaragua 1972
El Terremoto de Managua de 1972 fue un sismo de magnitud 6.2 en la escala Richter que destruyó la capital de Nicaragua, a las 00:35 a. m. hora local el 23 de diciembre de 1972, desde antes del terremoto se notó que el cielo se veía enrojecido.
Madagascar - África 1977
Una gran emisión de luz de terremotos hizo la noche día sobre Madagascar, en la costa sureste de África, el 30 de julio de 1977. Bolas de fuego brillantes cruzaron los aires, como grandes relámpagos esféricos. Media hora más tarde, un terremoto sacudió la isla. Se habían visto unas señales similares en los cielos de China, en el año anterior. Los geólogos mexicanos que visitaban la China, dijeron que el cielo nocturno “brillaba como de día”, poco antes del terremoto de Tangshán de 1976.

### SigloXXI[6]
Dicho fenómeno pudo observarse y filmarse con teléfonos celulares, con cámaras de video y con cámaras de seguridad de calles y edificios de diferentes ciudades durante el terremoto ocurrido en Perú el 15 de agosto del 2007, de 8,0 en la escala de Richter. El fenómeno también se observó y filmó durante el terremoto de L'Aquila de 2009.
Durante el terremoto ocurrido en Chile, el 27 de febrero del 2010, este fenómeno pudo observarse, por varios segundos en la madrugada, cuando se produjo el evento, de 8,8 en la escala de Richter. Momentos antes y durante el terremoto de Ecuador de 2016, se observaron numerosas una gran cantidad de bolas luminiscentes en el cielo. En Wellington, Nueva Zelanda, el 14 de noviembre de 2016 tras un fuerte terremoto de 7.8, se vieron destellos azules como relámpagos en el cielo nocturno y se registraron en varios videos.
En el Sismo de Chiapas en septiembre de 2017 el fenómeno se pudo observar desde diversas zonas de la República Mexicana. Se pudieron ver en el Sismo de Mala de 2021 ocurrido el 22 de junio del 2021 en las calles de Lima y Cañete.
Y el más reciente Terremoto de Guerrero en 2021, durante el sismo se pudieron observar luces azules, verdes y moradas, fenómeno similar al del Terremoto de Chiapas de 2017 ocurrido el mismo día 7 de septiembre. Este último terremoto con luces quedó documentado en videos filmados por varios ciudadanos que presenciaron el fenómeno. Un destello reciente se observó en la provincia de Qinghai, China, a la 01:45 del 8 de enero de 2022. Un video de vigilancia de un residente local capturó el momento. Durante el terremoto de Fukushima de 2022, el fenómeno fue grabado en video desde múltiples ángulos.
Este fenómeno se observó alrededor de la 01:18 del 22 de septiembre de 2022, cuando se produjo una réplica de magnitud 6.8 del terremoto de Michoacán de 2022. Usuarios de redes sociales, incluyendo Webcams de México, publicaron videos de luces azules que parecían irradiar hacia arriba. Esto fue reportado en Mexico News Daily e incluyó uno de los videos. Durante los terremotos de 2023 entre Turquía y Siria, aparecieron múltiples luces continuamente en las provincias de Kahramanmaraş y Hatay. Más tarde ese año, también se observaron destellos de luz azul en Agadir durante y antes del terremoto de Marrakech-Safi. Durante un sismo de 5.5 ocurrido el 1 de mayo de 2025 en La Rioja, Argentina se observo este fenómeno, aunque a una menor claridad debido a la luz del día.